# هنري رودريغيز
هنري رودريغيز (بالإسبانية: Henry Rodríguez)‏ هو لاعب كرة قاعدة فنزويلي، ولد في 9 فبراير 1990 في ماراكاي في فنزويلا.

## وصلات خارجية
- هنري رودريغيز على موقع دوري كرة القاعدة الرئيسي (الإنجليزية)
- هنري رودريغيز على موقعبيزبول رفرنس.كوم (الدوري الرئيسي) (الإنجليزية)
- هنري رودريغيز على موقعبيزبول رفرنس.كوم (الدوري الثانوي) (الإنجليزية)
- هنري رودريغيز على موقع إي إس بي إن.كوم (أم.أل.بي) (الإنجليزية)
- هنري رودريغيز على موقع مشجعي الرسوم البيانية (الإنجليزية)